# Dib Cherem
Dib Cherem (Tijucas, 1 de junho de 1929 — Florianópolis, 16 de agosto de 2004) foi um advogado, radialista e político brasileiro.

## Vida
Filho de José Rosa Cherem e de Zalfa Cherem, bacharelou-se em direito pela Faculdade de Direito de Santa Catarina, em 1952.

## Carreira
Foi vereador em Florianópolis, em 1954, assumindo a prefeitura duas vezes, em 1959 e 1975.
Foi deputado à Assembleia Legislativa de Santa Catarina na 4ª legislatura (1959 — 1963), como suplente convocado, e na 5ª legislatura (1963 — 1967), eleito pelo Partido Social Democrático (PSD).
Foi deputado à Câmara dos Deputados na 44ª legislatura (1971 — 1975) e na 45ª legislatura (1975 — 1979), eleito pela Aliança Renovadora Nacional (ARENA).
Foi conselheiro do Tribunal de Contas do Estado de Santa Catarina, a partir de 1979, permanecendo no cargo por vinte anos, até aposentar-se.